# 文澍
文澍（1435年—？），字汝霖，号橘庵，湖廣桃源縣人，明朝政治人物。進士出身。

## 生平
雲南鄉試第七名。成化二年（1466年）丙戌科會試第二十名，殿試登進士第三甲第一百五十一名。历官刑部郎中。出为重庆知府。已而忤时贵，改思州，遂谢病去。

## 家族
曾祖文均玉。祖父文宗義。父亲文政。子棐、棠、束、集、栻。